# 本間長世
本間 長世（ほんま ながよ、1929年7月5日 - 2012年9月15日）は、日本の政治学者・思想史家で、東京大学名誉教授。専門は、政治文化論・アメリカ思想史。文化功労者。

## 来歴・人物
東京府（現・東京都）生まれ。
東京高等師範学校附属中学校（現・筑波大学附属中学校・高等学校）、旧制一高、東京大学教養学部卒。アメリカ・アマースト大学およびコロンビア大学大学院で学ぶ。東京大学教養学部教授、90年、学長選で有馬朗人と同数票となりくじ引きで敗れる。
定年退官後、東京女子大学教授、成城学園学園長（1995年-2003年）。米国留学中知り合って結婚した妻が、エッセイストの本間千枝子。2000年9月に亡くなった元日本銀行理事で日本債券信用銀行（後あおぞら銀行）社長だった本間忠世は、実弟である。
2012年9月15日午前7時34分、肺炎のために他界。83歳没。

## 著書

### 単著
- 『世界を動かす思想 アメリカ精神を探る』（講談社現代新書 1964年）
- 『リンカーン―アメリカ民主政治の神話』（中公新書 1968年）
- 『現代文明の条件――1970年代への考察』（ダイヤモンド社 1969年）
- 『理念の共和国――アメリカ思想の潮流』（中公叢書 1976年）
- 『アメリカ政治の潮流　叢書国際環境』（中央公論社 1978年）
- 『アメリカを支えるアメリカ人』（新潮選書 1982年）
- 『アメリカはどこへ行くのか―岐路に立つ超大国の苦悩』（PHP研究所 1987年）
- 『ニューヨークに見るアメリカ』（新潮選書 1987年）
- 『アメリカ史像の探求』（東京大学出版会 1991年）
- 『アメリカ文化のヒーローたち』（新潮選書 1991年）
- 『移りゆくアメリカ――現代日米関係考』（筑摩書房 1991年）
- 『アメリカ大統領のリーダーシップ』（筑摩書房〈ちくまライブラリー〉 1992年）
- 『多民族社会アメリカのゆくえ』（岩波ブックレット 1992年）。小冊子
- 『思想としてのアメリカ――現代アメリカ社会・文化論』（中公叢書 1996年）
- 『ユダヤ系アメリカ人―偉大な成功物語のジレンマ』（PHP新書 1998年）
- 『正義のリーダーシップ――リンカンと南北戦争の時代』（NTT出版 2004年）
- 『共和国アメリカの誕生――ワシントンと建国の理念』（NTT出版 2006年）
- 『アメリカ大統領の挑戦――「自由の帝国」の光と影』（NTT出版 2008年）
- 『歌舞伎とプレスリー 私とアメリカ』（NTT出版 2009年）。回想記

#### 放送テキスト
- 『テレビ大学講座 アメリカの言語文化 英語から学ぶアメリカ文化』 旺文社 1979年
- 『NHK市民大学 アメリカンヒーローの系譜 夢の実現者たち』 日本放送出版協会 1986年
- 『アメリカの言語文化』 放送大学教育振興会 1986年。放送大学教材
- 『NHK人間大学 現代アメリカの素顔』 日本放送出版協会 1993年。教育テレビ（1月-3月期・火曜日）

### 編著
- 『講座アメリカの文化（6）今日のアメリカ――達成と課題』（南雲堂, 1970年）
- 『アメリカ古典文庫21　ヨーロッパ人のアメリカ論』（研究社出版, 1976年）、以下も解説担当
  - 『7　エドワード・ベラミー』『13　ジョン・デューイ』『14　アメリカ・インディアン』『18　社会進化論』
- 『アメリカと世界』（研究社出版, 1976年）
- 『アメリカ世界』（有斐閣（1・2）, 1980年）
- 『現代アメリカの出現』（東京大学出版会, 1988年）
- 『アメリカ社会とコミュニティ』（日本国際問題研究所, 1993年）

### 共編著
- （井出義光・有賀貞）『現代アメリカ論』（東京大学出版会, 1971年）
- （斎藤眞・亀井俊介）『日本とアメリカ――比較文化論』（南雲堂（全3巻）, 1973年）
- （井出義光・大橋健三郎）『アメリカの南部』（研究社出版, 1973年）
- （亀井俊介）『アメリカの大衆文化』（研究社出版, 1975年）
- （有賀貞）『アメリカ研究入門』（東京大学出版会, 1980年）
- （細谷千博）『日米関係史――摩擦と協調の130年』（有斐閣, 1982年）
- （阿部斉・有賀弘・五十嵐武士）『アメリカ独立革命――伝統の形成』（東京大学出版会, 1982年）
- （亀井俊介・新川健三郎）『現代アメリカ像の再構築――政治と文化の現代史』（東京大学出版会, 1990年）
- （細谷千博）『日米関係史――摩擦と協調の140年』（有斐閣, 1991年）
- （細谷千博・入江昭・波多野澄雄）『太平洋戦争』（東京大学出版会, 1993年）

### 訳書
- チャールズ・ビーアド, メアリ・ビーアド, ウィリアム・ビーアド『アメリカ合衆国史』（松本重治らと共訳、岩波書店, 1964年）
- アーネスト・メイ『Life合衆国の歴史（10）戦争・繁栄・恐慌――1917年-1932年』（時事通信社, 1966年）
- ウィリアム・L・ニューマン『アメリカと日本――ペリーからマッカーサーまで』（研究社出版, 1986年）